# Nykyta Budka
Nykyta Budka (Dobromirka, 7 giugno 1877 – Karaganda, 1º ottobre 1949) è stato un vescovo cattolico ucraino.
È noto per l'essere stato il primo vescovo della Chiesa greco-cattolica ucraina in Canada e il primo vescovo cattolico di rito orientale con piena giurisdizione mai nominato nel Nuovo Mondo.

## Biografia
Nykyta Budka nacque a Dobromirka, località dell'odierna oblast' di Ternopil', all'epoca parte dell'Impero austro-ungarico, il 7 giugno 1877 in una famiglia di contadini.

### Formazione e ministero sacerdotale
Frequentò le scuole elementari nel villaggio natale e poi proseguì gli studi al primo ginnasio classico di Ternopil'. Nel 1897 si diplomò con il massimo dei voti. Divenne quindi il tutore dei figli del principe Sapieha nel villaggio di Bil'če-Zolote. Nel 1902 svolse un anno di servizio militare addestrandosi nella scuola ufficiali di Vienna.
Studiò giurisprudenza all'Università di Leopoli e teologia al seminario teologico di Leopoli. Nel 1902 fu ammesso al Collegium Canisianum di Innsbruck, un seminario internazionale gestito dai gesuiti, e proseguì gli studi nell'Università locale.
Il 14 ottobre 1905 fu ordinato presbitero per l'arcieparchia di Leopoli degli Ucraini da monsignor Andrej Szeptycki. Tornato in patria venne nominato prefetto del seminario teologico di Leopoli. Nel 1909 scrisse una tesi di dottorato sulla storia religiosa bizantina dal titolo "La disciplina della Chiesa greca alla luce della polemica durante il patriarcato di Fozio" ma fu in grado di difenderla per motivi di salute e in seguito per la sua partenza per il Canada. Oltre agli altri doveri pastorali, fu anche consigliere del tribunale matrimoniale e consulente in materia di emigrazione. Questa divenne la sua vera vocazione. Nel 1907 organizzò un ramo della Società austriaca "San Raffaele" per la protezione degli emigranti ucraini dalla Galizia e dalla Bucovina. Lavorò in questa organizzazione per cinque anni, durante i quali visitò gli insediamenti ucraini in Prussia e Bosnia. Fu anche fondatore ed editore della pubblicazione mensile Емігрант dal 1910 al 1912. Durante questo periodo fu incaricato delle cure degli immigrati ucraini in Austria, Germania, Brasile, Argentina, Canada e Bosnia. da metropolita Andrej Szeptycki.

### Ministero episcopale
Il 15 luglio 1912 papa Pio X lo nominò esarca apostolico del Canada degli Ucraini e vescovo titolare di Patara. Ricevette l'ordinazione episcopale il 13 ottobre successivo a Przemyśl dall'arcieparca metropolita di Leopoli degli Ucraini Andrej Szeptycki, co-consacranti l'eparca di Przemyśl, Sambor e Sanok Konstantyn Czechowicz e l'eparca di Stanislaviv Hryhoryj Chomyšyn.
Arrivò a Winnipeg nel dicembre del 1912 e iniziò immediatamente una visita degli insediamenti ucraini del Canada occidentale in treno, a cavallo e a piedi nelle difficili condizioni invernali, tornando nel marzo del 1913. Quell'anno organizzò un sinodo che approvò le regole della Chiesa greco-cattolica in Canada. I suoi primi compiti organizzativi erano di ottenere le carte di incorporazione in base alle leggi provinciali per le varie parrocchie e una in base alla legge federali per l'eparchia nel suo insieme. La questione altamente controversa era chi avrebbe dovuto amministrare la proprietà della Chiesa in Canada: se un consiglio parrocchiale locale o se la gerarchia controllata dagli ordinari di rito latino. Rilevò il giornale dei ruteni dai vescovi latini e vi pubblicò le sue lettere pastorali.
In Canada collaborò per istitutore residenze per giovani ucraini, organizzò parrocchie, costruì chiese e scuole e fondò due seminari: uno intitolato al metropolita Andrej Szeptycki a Saint Boniface, nel Manitoba, e uno intitolato a Taras Hryhorovyč Ševčenko a Edmonton, in Alberta. In Canada, divenne noto come uno strenuo difensore dell'autonomia della Chiesa ucraina dalla gerarchia latina e un feroce oppositore delle attività missionarie tra i canadesi ucraini da parte delle chiese ortodosse e protestanti russe e del secolarismo. Sosteneva ampiamente il nazionalismo ucraino.

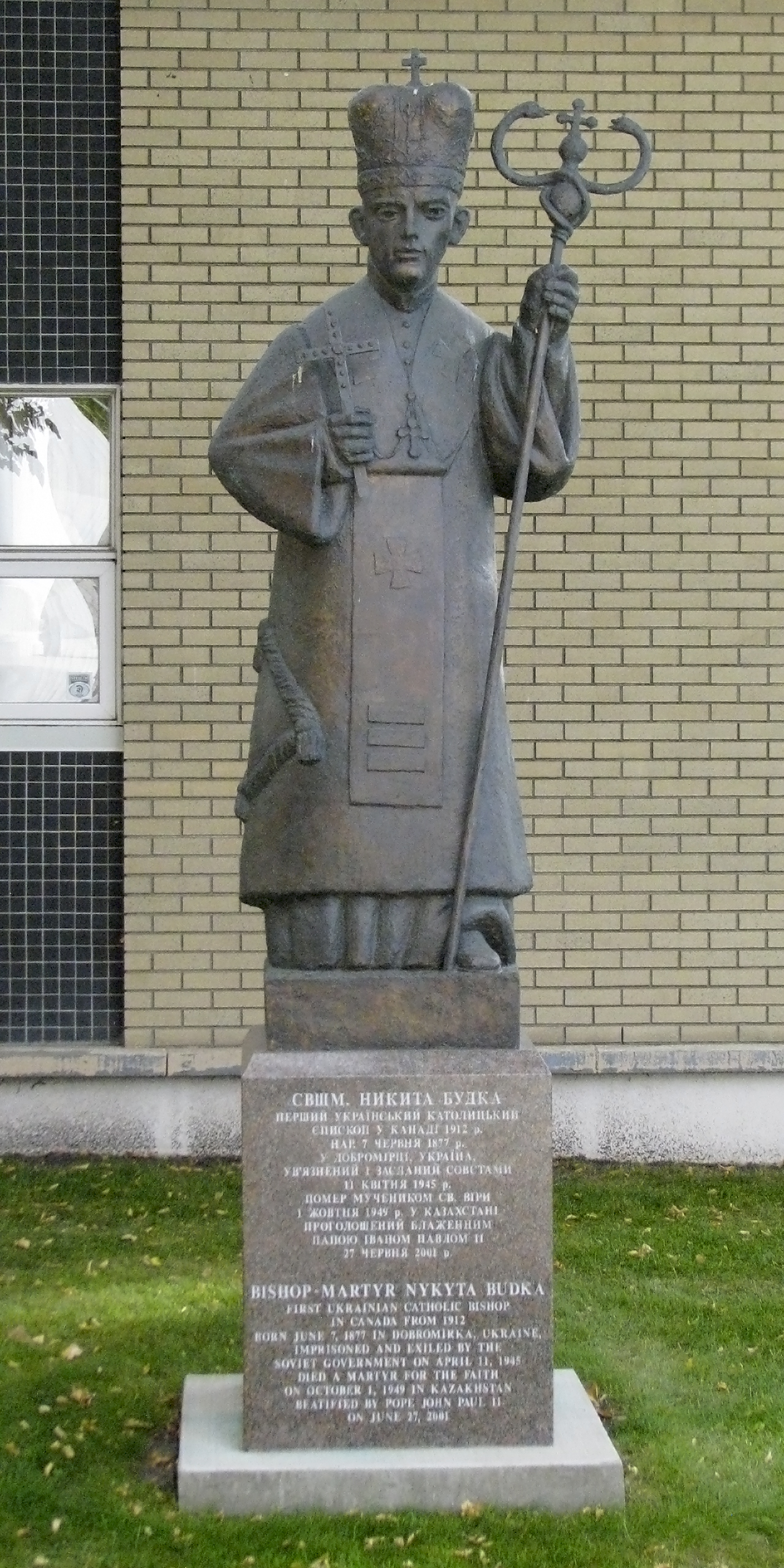
Statua di monsignor Budka nel sagrato della cattedrale di San Giosafat a Edmonton, in Alberta.

Prima della Grande Guerra, la sua più grande lotta era contro un gruppo di giovani professionisti anticlericali, principalmente insegnanti. Essi cercarono di fondare o difendere le istituzioni ucraine in Canada con un orientamento apertamente nazionalista e spesso laico. Consideravano il vescovo Budka come insufficientemente nazionalista e troppo legato alla gerarchia latina. Cercarono di stabilire il predominio cattolico sulla comunità ucraina e il controllo della gerarchia sulla Chiesa, incluso il punto cruciale della proprietà degli edifici ecclesiastici. Ciò alla fine portò alla creazione della Chiesa greco-ortodossa ucraina del Canada. Allo stesso modo, l'ala socialista della comunità nel 1918 iniziò a costituire un'associazione semi-ecclesiastica, l'Associazione ucraina del tempio del lavoro. Mentre la maggior parte degli ucraini in Canada erano ancora cattolici, dopo il 1918 la Chiesa cattolica perse definitivamente il suo ruolo di istituzione predominante tra gli immigrati da quel paese.
In Canada monsignor Budka è famoso soprattutto per la sua lettera pastorale scritta poco prima dello scoppio della prima guerra mondiale. In essa esortava gli ucraini con l'obbligo di riserva a tornare in patria per arruolarsi e combattere. La loro patria era l'Impero austro-ungarico, che presto fu in guerra con il Canada. Sebbene in seguito ritrattò la sua lettera, il danno era già stato fatto. Ciò contribuì a infiammare i sospetti e i controlli già esistenti sulla comunità canadese ucraina da parte del grande pubblico e del governo. Si arrivò all'internamento degli ucraini in Canada durante la guerra. Nel 1918 ricevette la cittadinanza canadese e fu accusato sia dagli ucraini che dai canadesi di slealtà.
Dopo la guerra continuò il suo lavoro organizzativo nonostante le precarie finanze della sua eparchia: aiutò a fondare il Consiglio nazionale ucraino a Winnipeg nel 1919, ospitò un sobor (sinodo) a Yorkton nel 1924.
Istituì la Virgin Academy of the Holy Heart of Christ a Yorkton, nel Saskatchewan, due orfanotrofi nei villaggi di Mundare e Aituna, case popolari, dormitori per i giovani immigrati e società di mutuo soccorso. Avviò la pubblicazione della rivista Canadian Ukrainian e di un libro di preghiere.

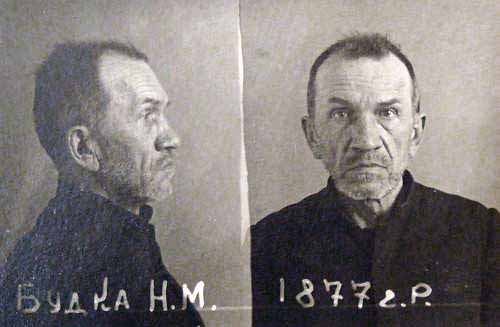
Foto segnaletica di monsignor Nykyta Budka.

Nel 1927 si dimise dall'incarico per motivi di salute. Si recò a Roma e chiese di essere trasferito in Galizia, sfinito dai suoi quindici anni a capo della Chiesa ucraina in terra canadese.
Nel 1928 tornò in Ucraina e divenne vicario generale del Capitolo metropolitano di Leopoli. Si impegnò nel restauro del santuario della Vergine Maria a Zarvanycja.
L'11 aprile 1945, insieme ad altri vescovi della Chiesa greco-cattolica ucraina, fu arrestato dalle autorità bolsceviche. Fu accusato di insegnare in un seminario clandestino, di aver tenuto servizi commemorativi per le vittime dell'occupazione sovietica della Galizia del 1939 e di condurre una campagna per la secessione dell'Ucraina] dall'Unione Sovietica. Fu condannato a otto anni di prigionia a regime speciale nel Karlag in Kazakistan. Venne deportato nel gulag di Karadzar, vicino a Karaganda.
Morì nel campo di Karaganda il 1º ottobre 1949 all'età di 72 anni per un attacco cardiaco. Il luogo di sepoltura è attualmente sconosciuto, anche se si sa che si trova in uno dei cimiteri del Karlag, vicino al villaggio di Karazhar. Sebbene gli abitanti del villaggio non sapessero dove si trovasse il cimitero del campo, alla fine si scoprì che era nel luogo in cui oggi si trova un allevamento di maiali.

## Beatificazione
Venne beatificato il 27 giugno 2001 durante una cerimonia tenutasi all'ippodromo di Leopoli e presieduta da papa Giovanni Paolo II.
Il suo elogio si legge nel Martirologio romano al 28 settembre.

## Genealogia episcopale
La genealogia episcopale è:
- Patriarca Geremia II Tranos
- Arcivescovo Michal Rahoza
- Arcivescovo Hipacy Pociej
- Arcivescovo Iosif Rucki
- Arcivescovo Antin Selava
- Arcivescovo Havryil Kolenda
- Arcivescovo Kyprian Žochovs'kyj
- Arcivescovo Lev Zaleski
- Arcivescovo Jurij Vynnyc'kyj
- Arcivescovo Luka Lev Kiszka
- Vescovo György Bizánczy
- Vescovo Inocențiu Micu-Klein, O.S.B.M.
- Vescovo Mihály Emánuel Olsavszky, O.S.B.M.
- Vescovo Vasilije Božičković, O.S.B.M.
- Vescovo Grigore Maior, O.S.B.M.
- Vescovo Ioan Bob
- Vescovo Samuel Vulcan
- Vescovo Ioan Lemeni
- Arcivescovo Spyrydon Lytvynovyč
- Arcivescovo Josyf Sembratowicz
- Cardinale Sylwester Sembratowicz
- Arcivescovo Julian Kuiłovskyi
- Arcivescovo Andrej Szeptycki, O.S.B.M.
- Vescovo Nykyta Budka